# София фон Вюртемберг (1563 – 1590)
София фон Вюртемберг (на немски: Sophie von Württemberg, * 20 ноември 1563 в Щутгарт, † 21 юли 1590 във Фаха) е принцеса от Вюртемберг и чрез женитба херцогиня на Саксония-Ваймар.
Тя е най-малката дъщеря на херцог Христоф от Вюртемберг и Анна Мария фон Бранденбург.
София се омъжва на 5 май 1583 г. във Ваймар за херцог Фридрих Вилхелм I от Саксония-Ваймар (1562–1602) от род Ернестинските Ветини. Те имат децата:
- Доротея Мари (1584–1586)
- Йохан Вилхелм (1585–1587)
- Фридрих (1586–1587)
- Доротея София (1587–1645), абатеса на Кведлинбург
- Анна Мари (1589–1626)